# Liste der Kulturdenkmäler in Oberstedten
Die folgende Liste enthält die in der Denkmaltopographie ausgewiesenen Kulturdenkmäler auf dem Gebiet  der  Stadt Oberursel, Ortsteil Oberstedten, Hochtaunuskreis, Hessen.
Hinweis: Die Reihenfolge der Denkmäler in dieser Liste orientiert sich zunächst an Stadtteilen und anschließend der Anschrift, alternativ ist sie auch nach der Bezeichnung, der vom Landesamt für Denkmalpflege vergebenen Nummer oder der Bauzeit sortierbar.
Kulturdenkmäler werden fortlaufend im Denkmalverzeichnis des Landes Hessen durch das Landesamt für Denkmalpflege Hessen auf Basis des Hessischen Denkmalschutzgesetzes (HDSchG) geführt. Die Schutzwürdigkeit eines Kulturdenkmals hängt nicht von der Eintragung in das Denkmalverzeichnis des Landes Hessen oder der Veröffentlichung in der Denkmaltopographie ab.

## Oberstedten
| Bild            | Bezeichnung                        | Lage | Beschreibung | Bauzeit                        | Objekt-Nr. |
| --------------- | ---------------------------------- | --- | --- | ------------------------------ | ---------- |
| Bild gesucht BW | Scheune Zins’sche Mühle            | Oberstedten, Furtweg 20 LageFlur: 1, Flurstück: 324/1 | Die vierte der zwölf Mühlen am Dornbach ist nach Johann Georg Zins benannt, der seit 1774 als Müllermeister in der Homburger Müllerzunft geführt wird. 1796 wurde die neue Mühle erbaut. Sie erzeugte zunächst Papier, später Pappe. Ab 1820 wurde die Produktion von Pappdeckeln betrieben. 1885 wurde die Mühle Eigentum von Preußen, 1962 wurde das Anwesen wieder privatisiert. Nachdem das Wohnhaus 2000 abgerissen wurde, steht nur noch die Fachwerkscheune. | 1796                           | 100314 DDB |
| Hauptstraße 26  | Wohnhaus                           | Oberstedten, Hauptstraße 26 LageFlur: 5, Flurstück: 119/5 | Das freistehende zweigeschossige Gebäude ist ein Beispiel der ursprünglichen giebelständigen Bebauung der Hauptstraße. | frühes 18. Jahrhundert         | 100315 DDB |
| Bild gesucht BW | Wohnhaus                           | Oberstedten, Hauptstraße 36 LageFlur: 6, Flurstück: 222/17, 291/206 | Wohnhaus einer früheren Hofreite. | um 1700                        | 100316 DDB |
| weitere Bilder  | Sachgesamtheit Reichssiedlungshof  | Oberstedten, Heinrich Kappus Weg 4–17; Ahornweg 91; Jean-Sauer-Weg 1–16; Neuhausstraße 26a,b; Robert-Kempner-Ring 42; Siedlungslehrhof LageFlur: 10, Flurstück: diverse Flurstücke | Teile des Reichssiedlungshofes wurden später als Dulag Luft und Camp King genutzt. | seit 1938                      | 738413 DDB |
| weitere Bilder  | Evangelische Sankt-Nikolaus-Kirche | Oberstedten, Kirchstraße 28 LageFlur: 6, Flurstück: 81/2 | | 1706                           | 100317 DDB |
| Kirchstraße 32  | Wohnhaus                           | Oberstedten, Kirchstraße 32 LageFlur: 6, Flurstück: 86/3 | Zweistöckiges Fachwerkwohnhaus in unmittelbarer Nähe der Kirche. | 1. Hälfte des 18. Jahrhunderts | 100318 DDB |
| weitere Bilder  | Ehrenmal                           | Oberstedten, Saalburgstraße ohne Nummer (Alter Friedhof) LageFlur: 6, Flurstück: 64/4                                                                                              | Von Steinmetz K. Gauf aus Weißkirchen erstelltes Denkmal für die Gefallenen des deutsch-französischen Krieges 1870/71 | 1876                           | 100552 DDB |